# Comuna Lungulețu, Dâmbovița
Lungulețu (în trecut, și Lunguleți) este o comună în județul Dâmbovița, Muntenia, România, formată din satele Lungulețu (reședința), Oreasca și Serdanu.

## Așezare
Comuna se află în sudul județului, pe malul drept al Dâmboviței, pe șoseaua DN7, între București și Titu.

## Demografie
Componența etnică a comunei Lungulețu
     Români (93,82%)
     Alte etnii (6,18%)
Componența confesională a comunei Lungulețu
     Ortodocși (92,12%)
     Alte religii (1,49%)
     Necunoscută (6,39%)
Conform recensământului efectuat în 2021, populația comunei Lungulețu se ridică la 5.289 de locuitori, în scădere față de recensământul anterior din 2011, când fuseseră înregistrați 5.586 de locuitori. Majoritatea locuitorilor sunt români (93,82%). Din punct de vedere confesional, majoritatea locuitorilor sunt ortodocși (92,12%), iar pentru 6,39% nu se cunoaște apartenența confesională.

## Politică și administrație
Comuna Lungulețu este administrată de un primar și un consiliu local compus din 15 consilieri. Primarul, George Duțu[*], de la Partidul Social Democrat, este în funcție din octombrie 2020. Începând cu alegerile locale din 2024, consiliul local are următoarea componență pe partide politice:
|  | Partid                    | Consilieri | Componența Consiliului | Componența Consiliului | Componența Consiliului | Componența Consiliului | Componența Consiliului | Componența Consiliului | Componența Consiliului | Componența Consiliului | Componența Consiliului | Componența Consiliului | Componența Consiliului | Componența Consiliului |
|  | ------------------------- | ---------- | ---------------------- | ---------------------- | ---------------------- | ---------------------- | ---------------------- | ---------------------- | ---------------------- | ---------------------- | ---------------------- | ---------------------- | ---------------------- | ---------------------- |
|  | Partidul Social Democrat  | 12         |                        |                        |                        |                        |                        |                        |                        |                        |                        |                        |                        |                        |
|  | Partidul Național Liberal | 2          |                        |                        |                        |                        |                        |                        |                        |                        |                        |                        |                        |                        |
|  | Ciobanu Ilie              | 1          |                        |                        |                        |                        |                        |                        |                        |                        |                        |                        |                        |                        |

## Istorie
La sfârșitul secolului al XIX-lea, comuna făcea parte din plasa Bolintinul a județului Dâmbovița, fiind formată doar din satul de reședință, cu 2760 locuitori. În comună funcționau trei biserici, o școală și o moară cu aburi. La acea vreme, pe teritoriul actual al comunei funcționa în aceeași plasă și comuna Serdanu, formată din satele Răiculești și Serdanu, cu o populație de 900 de locuitori, având și ea o biserică și o școală.
În 1925, cele două comune erau incluse în plasa Ghergani. Comuna Lungulețu avea 2805 locuitori, în vreme ce comuna Serdanu, cu satele Serdanu, Răiculești și cătunul Oreasca, avea 1835 de locuitori.
În 1950, cele două comune au fost arondate raionului Răcari din regiunea București. În 1968, comuna Serdanu a fost desființată și inclusă în comuna Lungulețu; satul Răiculești a fost desființat și inclus în satul Serdanu, iar comuna Lungulețu astfel alcătuită a revenit la județul Dâmbovița, reînființat.

## Economie
Comuna este una predominant agricolă, fiind cunoscută pentru producția de cartofi și varză, din care produce 5% și respectiv 10% din producția națională.